# Miratacar
Miratacar is een monotypisch geslacht van tweekleppigen uit de  familie van de Arcidae (arkschelpen).

## Soort
- Miratacar wendti (Lamy, 1907)